# Боченков (Миллеровский район)
Боченков — хутор в Миллеровском районе Ростовской области. Входит в состав Мальчевского сельского поселения.

## География
На окраине хутора расположена железнодорожная станция Боченково.
На хуторе имеется одна улица: 1-й проезд.

## Население
| 2010 |
| ---- |
| 0    |